# Кам'яниця Гетьманська у Кракові
Кам'яниця Гетьманська (т.зв Cтарий монетний двір) — історичний багатоквартирний будинок, розташований у Кракові за адресою: Ринек, 17, у Старому місті .Всередині він має цінне скульптурне оздоблення з геральдичними мотивами в одній із кімнат, можливо, це була королівська резиденція в місті в XIV столітті. Зовнішня форма відноситься до  середини 18 століття.

## Історія
Назва кам'яниці походить з XVIII ст., коли нею володіли Браницькі, в т.ч. Великий коронний гетьман Ян Клеменс Браницький . Однак будівля існувала раніше, ймовірно, це була одна з давніших кам'яних світських споруд міста.
Найдавніші стіни кам’яниці (цокольного поверху) найімовірніше датуються кінцем XIII ст., а фасадні стіни значною мірою — першою половиною XIV ст. Велике розширення кам'яниці відбулося в третій чверті XIV століття - напр. з боку Ринкової площі з'явився ґанок, а з фасаду було створено два великі приміщення: тринавовий зал на першому поверсі (тепер у підвалі), що спирається на чотири стовпи, і репрезентативний зал із замковими каменями з багатим скульптурним оздобленням. розташований на верхньому поверсі («Готичний зал»). У XV столітті кам'яницю підвищили, надбудувавши додатковий поверх.
Кам'яниця спочатку була королівською або муніципальною власністю. До початку XVI століття вона перейшла у приватні руки. У XVI столітті кам'яниця належала родині Беєрів, орендарів срібних копалень Олькуш. Один з його представників, Каспер Бір, мав право карбувати монети (звідси альтернативна назва: «Старий монетний двір»).
У 30-х роках XVII столітті кам'яниця належала сандомирському воєводі Кшиштофу Оссолінському, який наказав перебудувати будівлю в стилі раннього бароко  . Після 1659 року вона потрапила до рук Браницьких  . У 1733 році гетьман Ян Клеменс Браницький наказав зробити реконструкцію за проектом Яна Зигмунта Дейбеля  і знову у 1756 році за проектом Яна Генрика Клемма  . Ця перебудова відбулася за володіння гетьмана Яна Клеменса Браницького . Від нього походить назва будівлі, яка використовується і сьогодні  . З часів цих реконструкцій – реконструйований після 1975 року аттик із гербом Грифон . Після 1816 року, як зруйновану, її придбав Теодор Анзельм Дзвонковський – тоді було проведено ґрунтовний ремонт кам’яниці та перетворено її фасад. У 1850 році кам'яниця згоріла під час великої міської пожежі - під час перебудови було знесено горище  і кам'яниці надбудували один поверх за проектом Фелікса Радванського . Під час перегородок кам'яниця кілька разів служила казармами для австрійської армії.
У другій половині 20 століття кам'яниця зазнала капітального ремонту в поєднанні з частковою реконструкцією її зовнішнього вигляду з 18 століття, серед іншого, після 1975 року було не дуже точно реконструйовано горище  .

## «Готичний зал»
На нинішньому першому поверсі Гетьманського дому, в приміщеннях ресторану «Szara Gęś» (ліворуч від вхідної брами), знаходиться представницька готична зала з унікальним оформленням (сьогодні поділена на дві частини). Зал, зведений у другій половині XIV ст., ймовірно, наприкінці правління Казимира Великого, має готичне склепіння з замковими каменями з багатим скульптурним оздобленням (унікальне для світської архітектури того часу). Особливо цінними є наріжні камені із зображенням голови Казимира Великого та жіночої голови, можливо, Ельжбети Локєтковни . Вся група наріжних каменів показує герби земель Корони Королівства Польського ( Малої Польщі, Великої Польщі, Куяви, Русь, Добжинської землі, Сандомирської землі ). Нарешті, зображуються алегоричні або тваринні образи (троє бородатих старців, собака з цуценятами, дракон, що згорнувся клубком). Багата геральдична різноманітність замкових каменів (пов’язаних із землями Корони, часто порівнюваних із програмами фундації костелів Казімежовських у Стопниці та Віслиці ), архітектурне багатство залу та великі розміри самої кам’яниці незмінно спонукали дослідників надавати цьому місцю особливе значення, зазвичай пов’язаному з особою короля Казимира Великого. Спочатку припускали, що це могло бути місце королівських судів (наприклад, суд вищого німецького права), або перша резиденція Краківського університету (цю гіпотезу практично покинули). Іноді це місце також асоціювалося не з королівською, а з муніципальною владою. В даний час часто припускають, що кам'яниця служила в той час королівською міською резиденцією (палацом). Під готичною залою з гербами знаходиться ще одна готична зала, що тримається на чотирьох стовпах (раніше на першому поверсі, сьогодні в підвалі).

## Виноски
1. 1 2 3  Kamienica Hetmańska, Kraków - Zabytek.pl (пол.)
2. 1 2 3  , Waldemar Komorowski, "O pięciu późnobarokowych pałacach krakowskich"